# Asociación Red de Investigadoras
La Asociación Red de Investigadoras en Chile es una organización sin fines de lucro fundada en el año 2016, conformada por personas que buscan promover la equidad de género en la investigación, en todas las áreas del conocimiento.

## Historia
La Asociación Red de Investigadoras fue fundada en la ciudad de Rancagua, Región de O'Higgins, Chile, teniendo personalidad jurídica desde el año 2016.
Al 2020 cuenta con más de 180 socios y socias, conformado por un 95% de mujeres, que se encuentran en todas las regiones de Chile, desde Arica hasta Magallanes.

### Misión
Conformar una organización que promueva, apoye y visibilice la participación en todas las áreas del conocimiento y de la academia de mujeres docentes-investigadoras, así como visibilizar y disminuir todas aquellas barreras que impiden a las mujeres tener una carrera exitosa.

### Actividades
Sus actividades se enfocan en cuatro áreas: 
1. Empoderamiento y liderazgo de investigadoras con perspectiva de género.
2. Visibilización del trabajo de investigadoras a través de encuentros, seminarios y congresos[5][6][7][8][9][10][11][12] y articulación de redes de colaboración (participación en eventos de difusión y divulgación).[13][14]
3. Visibilización de brechas de género en investigación a través de columnas de opinión,[15][16][17][18][19][20] libros[21][22] y charlas.[23]
4. Elaboración o apoyo de propuestas para propiciar políticas públicas de equidad, a través de la incidencia técnico-legislativa (incidencia parlamentaria, mesas de trabajo en organismos públicos), como la discusión legislativa que creó el Ministerio de Ciencia, Tecnología, Conocimiento e Innovación,[24][25][26][27] el proyecto de ley que previene y sanciona el acoso sexual en educación superior[28][29][30][31][32][33][34][35][36][37][38] y normas para el establecimiento de premios nacionales.[39]